# Cubilia eichelbaumi
Cubilia eichelbaumi là một loài bọ cánh cứng trong họ Cerambycidae.